# Welsh voetbalelftal in 2007
Het Welsh voetbalelftal speelde in totaal twaalf interlands in het jaar 2007, waaronder negen wedstrijden in de kwalificatiereeks voor de EK-eindronde 2008 in Oostenrijk en Zwitserland. De selectie stond voor het derde opeenvolgende jaar onder leiding van bondscoach John Toshack. Hij was de opvolger van Mark Hughes, die opstapte na de 3-2 nederlaag tegen Polen op 13 oktober 2004. Middenvelder Simon Davies van Fulham was de enige speler die dit jaar in alle twaalf duels in actie kwam, van de eerste tot en met de laatste minuut. Op de FIFA-wereldranglijst steeg Wales in 2007 van de 74ste (januari 2007) naar de 57ste plaats (december 2007).

## Balans
| Wedstrijden | Wedstrijden | Wedstrijden | Wedstrijden | Doelpunten | Doelpunten | Doelpunten | Punten |
| Gespeeld    | Winst       | Gelijk      | Verlies     | Voor       | Tegen      | Saldo      | Punten |
| ----------- | ----------- | ----------- | ----------- | ---------- | ---------- | ---------- | ------ |
| 12          | 4           | 5           | 3           | 16         | 13         | +3         | 1.083  |

## Interlands
|                                                                 |               |       |       |                                                                                   |
| 6 februari Vriendschappelijk № 545 «onderlinge duels» 19:45 uur | Noord-Ierland | 0 – 0 | Wales | Windsor Park, Belfast Toeschouwers: 14.000 Scheidsrechter: Charlie Richmond (SCO) |
| 6 februari Vriendschappelijk № 545 «onderlinge duels» 19:45 uur |               |       |       | Windsor Park, Belfast Toeschouwers: 14.000 Scheidsrechter: Charlie Richmond (SCO) |

|                                                             |                     |       |       |                                                                           |
| 24 maart EK-kwalificatie № 546 «onderlinge duels» 15:00 uur | Ierland             | 1 – 0 | Wales | Croke Park, Dublin Toeschouwers: 67.000 Scheidsrechter: Terje Hauge (NOR) |
| 24 maart EK-kwalificatie № 546 «onderlinge duels» 15:00 uur | Stephen Ireland 39' |       |       | Croke Park, Dublin Toeschouwers: 67.000 Scheidsrechter: Terje Hauge (NOR) |

|                                                             |                                                       |       |            |                                                                                           |
| 28 maart EK-kwalificatie № 547 «onderlinge duels» 20:00 uur | Wales                                                 | 3 – 0 | San Marino | Millennium Stadium, Cardiff Toeschouwers: 18.752 Scheidsrechter: Ararat Tchagharyan (ARM) |
| 28 maart EK-kwalificatie № 547 «onderlinge duels» 20:00 uur | Ryan Giggs 3' Gareth Bale 20' Jason Koumas 63' (pen.) |       |            | Millennium Stadium, Cardiff Toeschouwers: 18.752 Scheidsrechter: Ararat Tchagharyan (ARM) |

|                                                             |                                     |       |                                  |                                                                                            |
| 26 mei Vriendschappelijk № 548 «onderlinge duels» 15:00 uur | Wales                               | 2 – 2 | Nieuw-Zeeland                    | Racecourse Ground, Wrexham Toeschouwers: 7.819 Scheidsrechter: Krishnan Ramachandran (MAS) |
| 26 mei Vriendschappelijk № 548 «onderlinge duels» 15:00 uur | Craig Bellamy 17' Craig Bellamy 37' |       | 2' Shane Smeltz 23' Shane Smeltz | Racecourse Ground, Wrexham Toeschouwers: 7.819 Scheidsrechter: Krishnan Ramachandran (MAS) |

|                                                           |       |       |          |                                                                                      |
| 2 juni EK-kwalificatie № 549 «onderlinge duels» 15:00 uur | Wales | 0 – 0 | Tsjechië | Millennium Stadium, Cardiff Toeschouwers: 30.714 Scheidsrechter: Paul Allaerts (BEL) |
| 2 juni EK-kwalificatie № 549 «onderlinge duels» 15:00 uur |       |       |          | Millennium Stadium, Cardiff Toeschouwers: 30.714 Scheidsrechter: Paul Allaerts (BEL) |

|                                                                  |           |                     |       |                                                                                       |
| 22 augustus Vriendschappelijk № 550 «onderlinge duels» 18:00 uur | Bulgarije | 0 – 1               | Wales | Lazur Stadion, Boergas Toeschouwers: 15.000 Scheidsrechter: Michalis Germanakos (GRE) |
| 22 augustus Vriendschappelijk № 550 «onderlinge duels» 18:00 uur |           | 45' Freddy Eastwood |       | Lazur Stadion, Boergas Toeschouwers: 15.000 Scheidsrechter: Michalis Germanakos (GRE) |

|                                                                |       |                                      |           |                                                                                               |
| 8 september EK-kwalificatie № 551 «onderlinge duels» 19:30 uur | Wales | 0 – 2                                | Duitsland | Millennium Stadium, Cardiff Toeschouwers: 31.000 Scheidsrechter: Manuel Mejuto González (ESP) |
| 8 september EK-kwalificatie № 551 «onderlinge duels» 19:30 uur |       | 5' Miroslav Klose 60' Miroslav Klose |           | Millennium Stadium, Cardiff Toeschouwers: 31.000 Scheidsrechter: Manuel Mejuto González (ESP) |

|                                                                 |                                   |       |                                                                                                |                                                                                               |
| 12 september EK-kwalificatie № 552 «onderlinge duels» 17:30 uur | Slowakije                         | 2 – 5 | Wales                                                                                          | Štadión Antona Malatinského, Trnava Toeschouwers: 5.486 Scheidsrechter: Laurent Duhamel (FRA) |
| 12 september EK-kwalificatie № 552 «onderlinge duels» 17:30 uur | Marek Mintál 12' Marek Mintál 57' |       | 22' Freddy Eastwood 34' Craig Bellamy 41' Craig Bellamy 78' (e.d.) Ján Ďurica 90' Simon Davies | Štadión Antona Malatinského, Trnava Toeschouwers: 5.486 Scheidsrechter: Laurent Duhamel (FRA) |

|                                                               |                                                              |       |                   |                                                                                    |
| 13 oktober EK-kwalificatie № 553 «onderlinge duels» 17:15 uur | Cyprus                                                       | 3 – 1 | Wales             | Neo GSP Stadion, Nicosia Toeschouwers: 8.500 Scheidsrechter: Carlo Bertolini (SUI) |
| 13 oktober EK-kwalificatie № 553 «onderlinge duels» 17:15 uur | Yiannis Okkas 59' Yiannis Okkas 68' Costas Charalambides 79' |       | 21' James Collins | Neo GSP Stadion, Nicosia Toeschouwers: 8.500 Scheidsrechter: Carlo Bertolini (SUI) |

|                                                               |                |       |                                    |                                                                                      |
| 17 oktober EK-kwalificatie № 554 «onderlinge duels» 19:15 uur | San Marino     | 1 – 2 | Wales                              | Stadio Olimpico, Serravalle Toeschouwers: 1.182 Scheidsrechter: Anthony Zammit (MLT) |
| 17 oktober EK-kwalificatie № 554 «onderlinge duels» 19:15 uur | Andy Selva 73' |       | 13' Robert Earnshaw 36' Joe Ledley | Stadio Olimpico, Serravalle Toeschouwers: 1.182 Scheidsrechter: Anthony Zammit (MLT) |

|                                                                |                                          |       |                                  |                                                                                      |
| 17 november EK-kwalificatie № 555 «onderlinge duels» 15:00 uur | Wales                                    | 2 – 2 | Ierland                          | Millennium Stadium, Cardiff Toeschouwers: 24.619 Scheidsrechter: Oleh Oriekhov (UKR) |
| 17 november EK-kwalificatie № 555 «onderlinge duels» 15:00 uur | Jason Koumas 23' Jason Koumas 89' (pen.) |       | 31' Robbie Keane 60' Kevin Doyle | Millennium Stadium, Cardiff Toeschouwers: 24.619 Scheidsrechter: Oleh Oriekhov (UKR) |

|                                                                |           |       |       |                                                                                     |
| 21 november EK-kwalificatie № 556 «onderlinge duels» 19:30 uur | Duitsland | 0 – 0 | Wales | Commerzbank-Arena, Frankfurt Toeschouwers: 49.292 Scheidsrechter: Pavel Balaj (ROM) |
| 21 november EK-kwalificatie № 556 «onderlinge duels» 19:30 uur |           |       |       | Commerzbank-Arena, Frankfurt Toeschouwers: 49.292 Scheidsrechter: Pavel Balaj (ROM) |

## FIFA-wereldranglijst
| JAN | FEB | MAR | APR | MEI | JUN | JUL | AUG | SEP | OKT | NOV | DEC |
| --- | --- | --- | --- | --- | --- | --- | --- | --- | --- | --- | --- |
| 74  | 75  | 77  | 74  | 75  | 75  | 74  | 74  | 53  | 58  | 58  | 57  |

## Statistieken
| Wayne Hennessey | 1987-01-24 | Wolverhampton W.    | 6  | 1 | 0 |    |    |
| Danny Coyne     | 1973-08-27 | Tranmere Rovers     | 5  | 0 | 0 |    |    |
| Lewis Price     | 1984-07-19 | Derby County        | 1  | 1 | 0 |    |    |
| Verdediging     |            |                     |    |   |   |    |    |
| Sam Ricketts    | 1981-10-11 | Hull City           | 9  | 2 | 0 |    |    |
| James Collins   | 1983-08-23 | West Ham United     | 9  | 0 | 1 |    |    |
| Danny Gabbidon  | 1979-08-08 | West Ham United     | 9  | 0 | 0 |    |    |
| Lewin Nyatanga  | 1988-08-18 | Barnsley FC         | 8  | 1 | 0 |    |    |
| Steve Evans     | 1979-02-26 | Wrexham FC          | 3  | 2 | 0 |    |    |
| Chris Gunter    | 1989-07-21 | Tottenham Hotspur   | 3  | 0 | 0 |    |    |
| Neal Eardley    | 1988-11-06 | Oldham Athletic     | 2  | 1 | 0 | 3  | 0  |
| Craig Morgan    | 1985-06-16 | Peterborough United | 2  | 1 | 0 |    |    |
| Danny Collins   | 1980-08-06 | Sunderland AFC      | 1  | 2 | 0 |    |    |
| Richard Duffy   | 1985-08-30 | Portsmouth FC       | 1  | 0 | 0 |    |    |
| Middenveld      |            |                     |    |   |   |    |    |
| Simon Davies    | 1979-10-23 | Fulham FC           | 12 | 0 | 1 |    |    |
| Joe Ledley      | 1987-01-23 | Cardiff City        | 9  | 1 | 1 |    |    |
| Carl Robinson   | 1976-10-13 | Toronto FC          | 9  | 0 | 0 |    |    |
| Gareth Bale     | 1989-07-16 | Tottenham Hotspur   | 7  | 0 | 1 |    |    |
| Jason Koumas    | 1979-09-25 | Wigan Athletic      | 5  | 0 | 3 |    |    |
| Carl Fletcher   | 1980-04-07 | Crystal Palace      | 4  | 3 | 0 |    |    |
| Ryan Giggs      | 1973-11-29 | Manchester United   | 4  | 0 | 1 |    |    |
| David Vaughan   | 1983-02-18 | Real Sociedad       | 3  | 1 | 0 |    |    |
| Andrew Crofts   | 1984-05-29 | Gillingham FC       | 1  | 4 | 0 |    |    |
| David Edwards   | 1986-02-03 | Wolverhampton W.    | 1  | 1 | 0 |    |    |
| Paul Parry      | 1980-08-19 | Cardiff City        | 1  | 1 | 0 |    |    |
| David Cotterill | 1987-12-04 | Sheffield United    | 0  | 3 | 0 |    |    |
| Mark Jones      | 1984-08-15 | Wrexham FC          | 0  | 1 | 0 |    |    |
| Chris Llewellyn | 1979-08-29 | Wrexham FC          | 0  | 1 | 0 |    |    |
| Aanval          |            |                     |    |   |   |    |    |
| Craig Bellamy   | 1979-07-13 | West Ham United     | 8  | 0 | 4 | 49 | 15 |
| Freddy Eastwood | 1983-10-29 | Wolverhampton W.    | 5  | 0 | 2 | 5  | 2  |
| Robert Earnshaw | 1981-04-06 | Derby County        | 3  | 3 | 1 |    |    |
| Jermaine Easter | 1982-01-15 | Plymouth Argyle     | 1  | 5 | 0 |    |    |
| Danny Nardiello | 1982-10-22 | Barnsley FC         | 0  | 2 | 0 |    |    |

FAW · A-internationals · Bondscoaches · Statistieken · Welsh vrouwenelftal · Brits olympisch elftal · Wales U21 · Wales U20 · Wales U19 · Wales U18 · Wales U17 · Wales U16
1876 – 1899 ·
1900 – 1919 ·
1920 – 1929 ·
1930 – 1939 ·
1940 – 1949 ·
1950 – 1959 ·
1960 – 1969 ·
1970 – 1979 ·
1980 – 1989 ·
1990 – 1999 ·
2000 – 2009 ·
2010 – 2019 ·
2020 − 2029
EK 2016 · 
EK 2020
WK 1958
1876 · 
1877 · 
1878 · 
1879 · 
1880 · 
1881 · 
1882 · 
1883 · 
1884 · 
1885 · 
1886 · 
1887 · 
1888 · 
1889 · 
1890 · 
1891 · 
1892 · 
1893 · 
1894 · 
1895 · 
1896 · 
1897 · 
1898 · 
1899 · 
1900 · 
1901 · 
1902 · 
1903 · 
1904 · 
1905 · 
1906 · 
1907 · 
1908 · 
1909 · 
1910 · 
1911 · 
1912 · 
1913 · 
1914 · 
1915 · 1916 · 1917 · 1918 · 1919 · 
1920 · 
1921 · 
1922 · 
1923 · 
1924 · 
1925 · 
1926 · 
1927 · 
1928 · 
1929 · 
1930 · 
1931 · 
1932 · 
1933 · 
1934 · 
1935 · 
1936 · 
1937 · 
1938 · 
1939 · 
1940 · 1941 · 1942 · 1943 · 1944 · 1945 · 
1946 · 
1947 · 
1948 · 
1949 · 
1950 · 
1952 · 
1952 · 
1953 · 
1954 · 
1955 · 
1956 · 
1957 · 
1958 · 
1959 · 
1960 · 
1961 · 
1962 · 
1963 · 
1964 · 
1965 · 
1966 · 
1967 · 
1968 · 
1969 · 
1970 · 
1971 · 
1972 · 
1973 · 
1974 · 
1975 · 
1976 · 
1977 · 
1978 · 
1979 · 
1980 · 
1981 · 
1982 · 
1983 · 
1984 · 
1985 · 
1986 · 
1987 · 
1988 · 
1989 · 
1990 · 
1991 · 
1992 · 
1993 · 
1994 · 
1995 · 
1996 · 
1997 · 
1998 · 
1999 · 
2000 · 
2001 · 
2002 · 
2003 · 
2004 · 
2005 · 
2006 · 
2007 · 
2008 · 
2009 · 
2010 · 
2011 · 
2012 · 
2013 · 
2014 · 
2015 · 
2016 · 
2017 ·
2018 ·
2019 ·
2020 ·
2021 ·
2022 ·
2023
Albanië ·
Andorra ·
Argentinië ·
Armenië ·
Australië ·
Azerbeidzjan ·
België ·
Bosnië en Herzegovina ·
Brazilië ·
Bulgarije ·
Canada ·
Chili ·
China ·
Costa Rica ·
Cyprus ·
DDR ·
Denemarken ·
Duitsland ·
Engeland ·
Estland ·
Faeröer ·
Finland ·
Frankrijk ·
Georgië ·
Gibraltar ·
Griekenland ·
Hongarije ·
Ierland ·
IJsland ·
Iran ·
Israël ·
Italië ·
Jamaica ·
Japan ·
Joegoslavië ·
Kazachstan ·
Koeweit ·
Kroatië ·
Letland ·
Liechtenstein ·
Luxemburg ·
Malta ·
Mexico ·
Moldavië ·
Montenegro ·
Nederland ·
Nieuw-Zeeland ·
Noord-Ierland ·
Noord-Macedonië ·
Noorwegen ·
Oekraïne ·
Oostenrijk ·
Panama ·
Paraguay ·
Polen ·
Portugal · 
Qatar ·
Roemenië ·
Rusland ·
San Marino ·
Saoedi-Arabië ·
Schotland ·
Servië ·
Servië en Montenegro ·
Slovenië ·
Slowakije ·
Sovjet-Unie ·
Spanje ·
Trinidad & Tobago ·
Tsjechië ·
Tsjecho-Slowakije ·
Tunesië ·
Turkije ·
Uruguay ·
Verenigde Staten ·
Wit-Rusland ·
Zuid-Korea ·
Zweden ·
Zwitserland
Engeland (2016) · 
Denemarken (2021) · 
Italië (2021) · 
Rusland (2016) ·
Slowakije (2016) · 
Turkije (2021) · 
Zwitserland (2021)